# شريف أباد (ألقورات)
شريف أباد (بالفارسية: شریف‌آباد) هي مستوطنة تقع في إيران في قسم ألقورات الريفي. يقدر عدد سكانها بـ 149 نسمة .